# NGC 7567

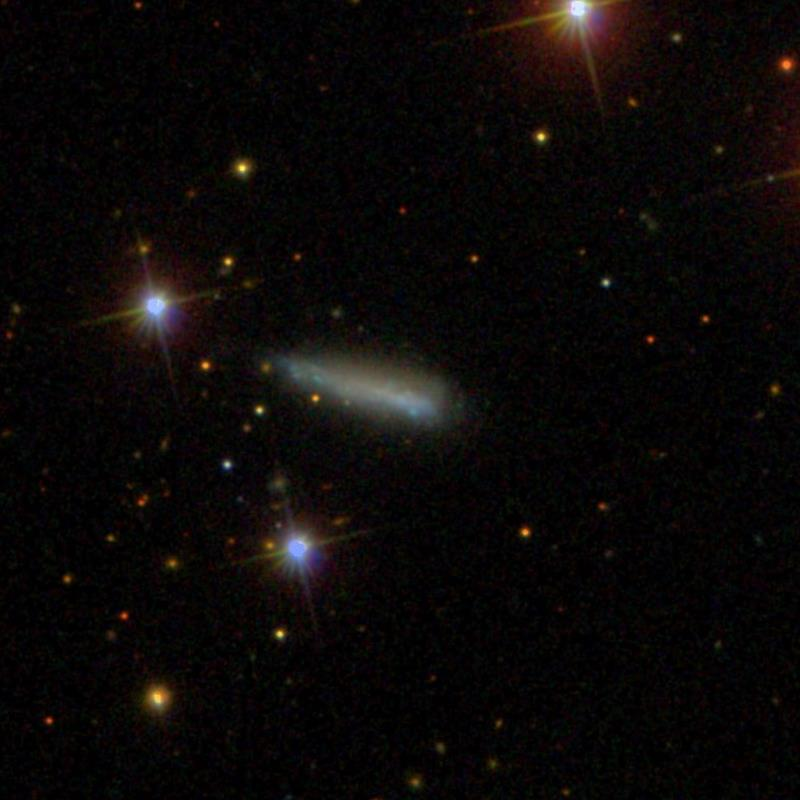
Imagem da galáxia obtida pela Sloan Digital Sky Survey

NGC 7567 é uma galáxia espiral (Scd) localizada na direcção da constelação de Pegasus. Possui uma declinação de +15° 51' 04" e uma ascensão recta de 23 horas, 16 minutos e 10,8 segundos.
A galáxia NGC 7567 foi descoberta em 3 de Novembro de 1864 por Albert Marth.